# Сапата (полуостров)
Сапата (исп. Península de Zapata) — крупный полуостров в провинции Матансас, южная часть Кубы. Длина около 100 км, ширина до 32 км. Полуостров расположен к востоку от залива Батабано, к северу от залива Касонес, к востоку от бухты Кочинос и к югу от залива Броа. Геологически сложен известняковыми породами. На территории распространены обширные болотные угодья с крупными запасами торфа.
На полуострове расположен национальный парк Сапата.